# Acremonium gamsii
Acremonium gamsii är en svampart som beskrevs av Tichelaar 1972. Acremonium gamsii ingår i släktet Acremonium, ordningen köttkärnsvampar, klassen Sordariomycetes, divisionen sporsäcksvampar och riket svampar.   Inga underarter finns listade i Catalogue of Life.